# Liar, Liar Vampire
Liar, Liar Vampire es una película original de televisión producida por Nickelodeon, estrenada el 12 de octubre de 2015.
Está dirigida por Vince Marcello, y protagonizada por Rahart Adams y Brec Bassinger.
La película tuvo un total de 2,4 millones de espectadores en su estreno.

## Sinopsis
Davis Pell (Rahart Adams), un chico que se muda de un lugar a otro, de ciudad en ciudad. Él llega a un país nuevo, y a una ciudad nueva. 
Davis, es un chico totalmente normal, pero la chica más popular de la escuela Caytlin (Tiera Skovbye), lo confunde con un vampiro, y aprovechando la ocasión su nueva vecina Vi (Brec Bassinger), lo ayuda a hacerse pasar por un vampiro, aunque en realidad él (Rahart Adams) no lo sea.
Pero en el camino de las mentiras, un romance comenzará y las mentiras saldrán a la luz.

## Elenco
- Rahart Adams como Davis Pell.
- Brec Bassinger como Vi.
- Tiera Skovbye como Caitlyn Crisp.
- Larissa Albuquerque como Bethany.
- Sarah Grey como Claytlin.
- Drew Tanner como un cantante.
- Pauline Egan como Beverly Pell.
- Alex Zahara como Baron Von Asombroso.
- Samuel Patrick Chu como Ashton.
- Olivia Ryan Stern como Rita.
- Ty Wood como Bon.
- Tina Georgieva como una estudiante australiana.
- Will Erichson como Rayzon.
- Harrison McDonald como Stuart.
- Curtis Albright como Jelly.